# Nicole Haislett
Nicole Haislett (St. Petersburg, 16 dicembre 1972) è un'ex nuotatrice statunitense.
Specializzata nello stile libero ha vinto due medaglie d'oro ai Giochi olimpici di Barcellona 1992.

## Palmarès
- Giochi olimpici

Barcellona 1992: oro nei 200 m sl e nella staffetta 4x100 m sl.
- Mondiali

1991 - Perth: oro nei 100 m sl e nelle staffette 4x100 m sl e 4x100 m misti.
1994 - Roma: argento nella staffetta 4x100 m sl e bronzo nella staffetta 4x200 m sl.
- Giochi PanPacifici

1989 - Tokyo: oro nella staffetta 4x100 m sl e bronzo nei 100 m sl.
1991 - Edmonton: oro nei 200 m sl e nelle staffette 4x100 m sl, 4x200 m sl e 4x100 m misti, argento nei 100 m sl e 200 m misti.
1993 - Kōbe: oro nelle staffette 4x100 m sl e 4x200 m sl, argento nei 200 m sl.